# Хю Клапертън
Хю Клапертън (на английски: Hugh Clapperton) е шотландски военен офицер, изследовател на Западна и Централна Африка.

## Ранни години (1788 – 1821)
Роден е на 18 май 1788 година в Анан, област Дъмфрис и Галоуей, Шотландия, в семейството на хирурга Джордж Клапертън. След като придобива известни познания по практическа медицина и навигация, на 13-годишна възраст става стажант на търговски кораб плаващ между Ливърпул и Северна Америка. След няколко пътувания през Атлантическия океан постъпва във военноморския флот и участва в Наполеоновите войни.
През 1814 г., Клапертън заминава за Канада, където е повишен в чин лейтенант и поема командването на шхуна в канадските езера. След като флотилията е разрушена през 1817 г., се завръща в Шотландия.
През 1820 г. се оттегля в Единбург, където се запознава с шотландския пътешественик Уолтър Аудни (1790 – 1824), който предизвиква интереса му към африканските пътувания.

## Изследователска дейност (1822 – 1827)

### Първа експедиция (1822 – 1825)
След неуспешен опит на лейтенант Джордж Лион да достигне от Триполи до държавата Борну в Североизточна Нигерия, британското правителство организира втора експедиция начело с Уолтър Аудни, който е назначен за британски консул в Борну. Той бива придружен от Клапертън.
В началото на 1822 г., двамата тръгват от Триполи на юг към Мурзук, където по-късно към тях се присъединява и майор Диксън Денъм. На 29 септември пресичат Централна Сахара и на 17 февруари 1823 достигат до Кука (сега Кукава, Нигерия), столица на Борну, където са приети добре от султана Шейх ал Каними, като преди това те са първите европейци, които достигат до езерото Чад. В Кука, експедицията се разделя като Клапертън и Аудни тръгват да изследват река Нигер, а Денъм остава да проучи и изследва западните, южните и югоизточните брегове на езерото, както и долното течение на реките Шари и Логон. Но само няколко седмици по-късно Аудни умира в село Мурмур близо до град Катагум на път за Кано. Независимо от това, Клапертън продължава на запад нагоре по долината на река Комадугу-Йобе, вливаща се в Чад. След Кано преминава нисък вододел и попада на друга река – Сокото, течаща на северозапад към река Нигер. Но по заповед на местния султан Мухамед Бело е спрян и не успява да достигне до Нигер, но и това, което вижда заключава, че Нигер не е свързан с езерото Чад. Връща се в Кука и през 1824, заедно с Денъм, пресичат Сахара от юг на север, пристигат в Триполи и на 1 юни 1825 се завръщат в Англия.

### Втора експедиция (1825 – 1827)
Непосредствено след завръщането си в Англия Клапъртън е издигнат в командир и е изпратен начело на нова експедиция в Африка. Той слиза на брега на Гвинейския залив в района на Лагос с цел продължаване на изследването на Нигер надолу от праговете му. Достига до град Буса, разположен на брега на реката, но по пътя повечето от спътниците му загиват от болести и той решава да не се връща в Лагос, а да продължи на север към познатата му вече река Сокото. Там, недалеч от реката, на 13 април 1827 година Клапертън умира на 38-годишна възраст. Умират и всички останали европейци с изключение на най-младия Ричард Лендър, който е слуга на Клапертън и успява да се върне в Лагос и оттам в Англия. По-късно, Лендър заедно с брат си продължава изследването на басейна на Нигер.

## Съчинения
- Journal of a second expedition into the interior of Africa, by the late Commander Clapperton, London, 1829.